# Струтіомім
Струтіомім (Struthiomimus, букв. — «імітатор страуса», «страус-мімік») — рід ящеротазових динозаврів, що мешкав у пізній крейді, приблизно 77—66 млн років тому, на території сучасної Північної Америки. Орнітомімові були довгоногими, двоногими, страусоподібними динозаврами з беззубими дзьобами. Типовий вид, Struthiomimus altus, є одним з найпоширеніших, менших динозаврів, знайдених у Провінційному парку «Динозавр». Їхня загальна чисельність — на додачу до беззубого дзьоба — свідчить про те, що ці тварини були переважно травоїдними або (що більш ймовірно) всеїдними, а не суто м'ясоїдними, якщо взагалі були такими.
Подібно до сучасних страусів, ему та нанду, орнітомімові динозаври, ймовірно, жили як всеїдні-пристосуванці, доповнюючи свою переважно рослинну дієту різноманітними дрібними ссавцями, рептиліями, земноводними, комахами, безхребетними та всім іншим, що могло влізти їм до рота.

## Історія відкриття

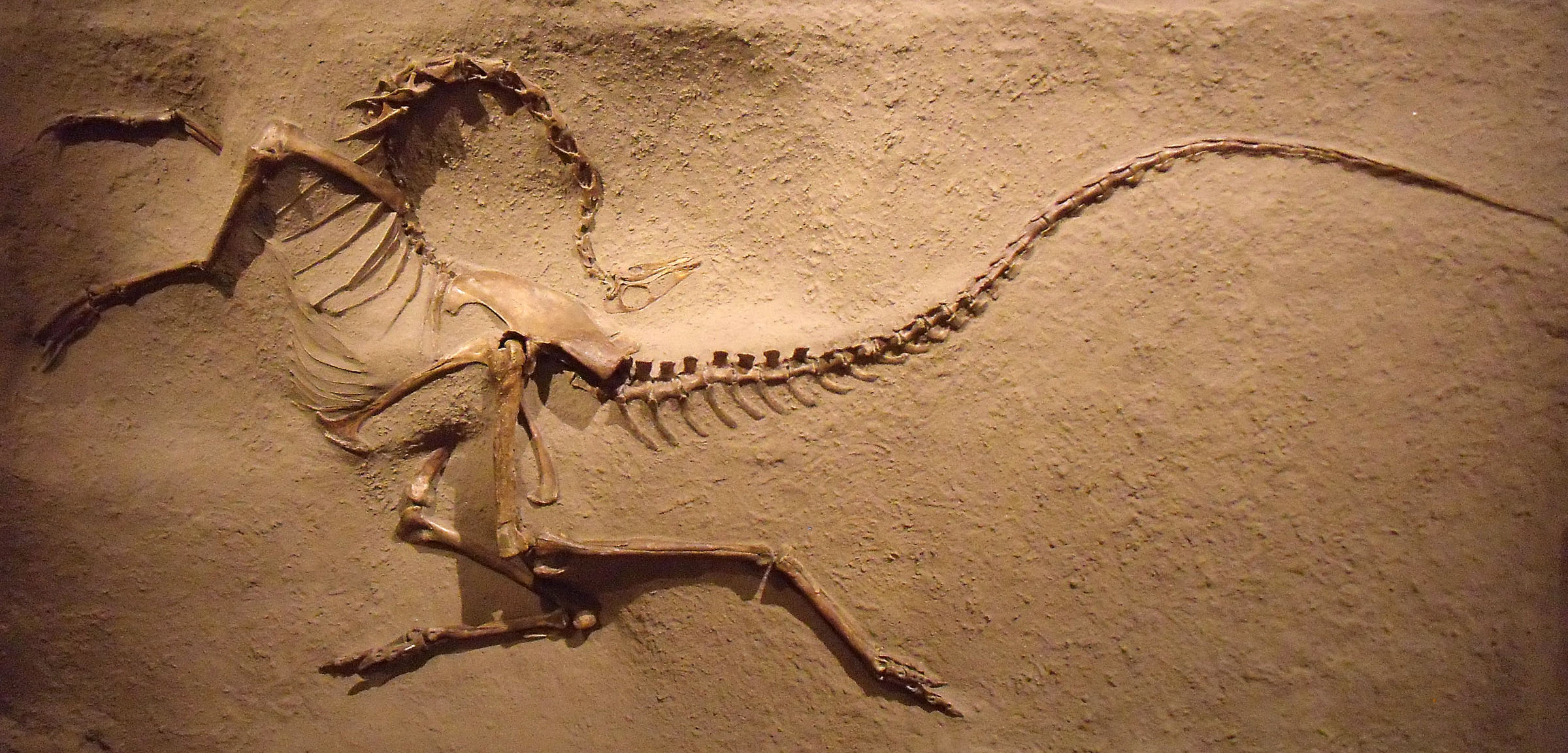
Зліпок скелета S. altus (зразок AMNH 5339), знайденого у 1914 р.

У 1901 році Лоуренс Ламбе віднайшов неповні рештки, голотип CMN 930, і назвав їх Ornithomimus altus, віднісши до того ж роду, що й матеріал, раніше описаний Отніелем Чарльзом Маршем у 1890 році. Видова назва altus походить з латинської мови й означає «високий» або «благородний».

Втім, у 1914 році «мисливець за динозаврами» Барнум Браун знайшов майже повний скелет (зразок AMNH 5339) на розкопках на річці Ред-Дір в Альберті, що дозволило Генрі Ферфілду Осборну в 1917 році описати O. altus як типовий вид нового підроду — струтіомім. Дейл Рассел зробив Struthiomimus повноцінним родом у 1972 р., одночасно віднісши до нього кілька інших зразків: AMNH 5375, AMNH 5385, AMNH 5421, CMN 8897, CMN 8902 і ROM 1790, всі — неповні скелети.

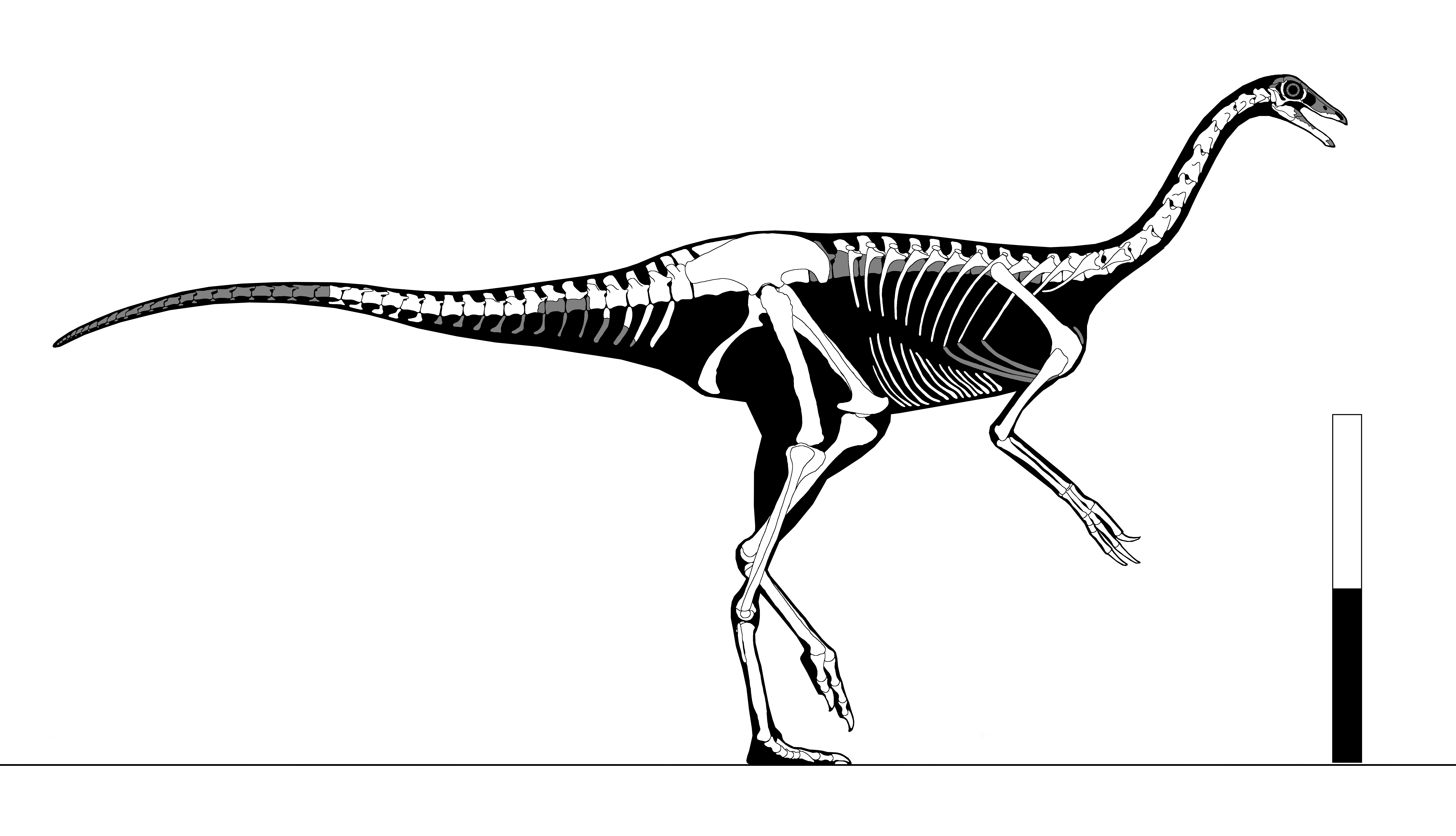
Скелетна схема зразка S. altus AMNH 5339

У наступні роки Вільям Артур Паркс назвав ще чотири види струтіоміма:
- Struthiomimus brevetertius — Паркс, 1926[4];
- Struthiomimus samueli — Паркс, 1928[5];
- Struthiomimus currellii — Паркс, 1933;
- Struthiomimus ingens — Паркс, 1933[6].

Сьогодні їх відносять або до Dromiceiomimus, або до Ornithomimus.
Можливий другий вид струтіоміма відомий з ранньомаастрихтської формації каньйону підкови (едмонтонський вік). Оскільки фауна динозаврів стрімко змінювалась, ймовірно, що ці молоді зразки струтіоміма представляють новий вид, відмінний від S. altus, хоча ніякої нової назви їм дано не було.

## Опис

Порівняння розмірів S. altus та S. sedens з людиною

Struthiomimus altus оцінюється приблизно в 4,3 метра завдовжки та 1,4 м заввишки в стегнах, а вага — близько 150 кілограмів. Більший відомий екземпляр S. altus важив близько 233,8 кілограма.

Струтіомім мав типову для орнітомімових будову тіла та скелета, відрізняючись від близькоспоріднених орнітоміма та галліміма пропорціями та анатомічними деталями. Як і всі динозаври з родини орнітомімових, у нього були великі очі, довга шия (що складала близько 40 % довжини його тіла перед стегнами) й три великі пазуристі пальці на задніх лапах, якими він хапався за землю під час бігу. Він був відмінним бігуном по рівному і твердому ґрунту, міг розвивати швидкість близько 50—80 км/год, що дозволяло йому рятуватися від більших хижаків.

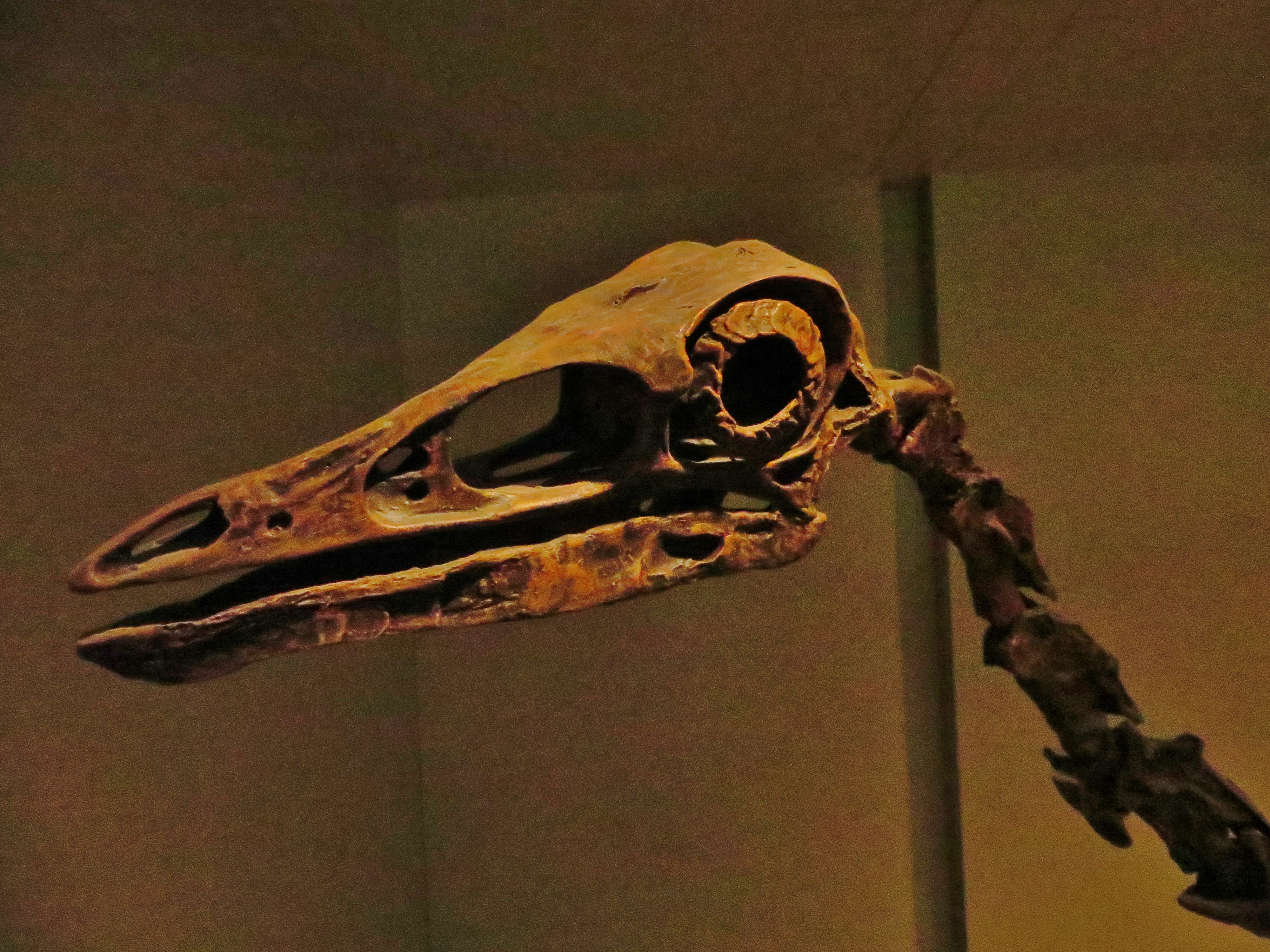
Череп S. altus

Край верхнього дзьоба у струтіоміма був увігнутий, на відміну від орнітоміма, чий дзьоб мав прямі краї. Їхній хребетний стовп складався з десяти шийних хребців, тринадцяти спинних хребців, шести тазостегнових хребців і близько тридцяти п'яти хвостових хребців. Їхні хвости були відносно негнучкими й, ймовірно, слугували для балансування. Вони мали довгі стрункі руки та кисті, з нерухомими кістками передпліччя і частково протиставленні перший та два інших пальці. Руки струтіоміма були довшими щодо плечової кістки, ніж в інших орнітомімових, та мали особливо довгі кігті. Як і в інших орнітомімових, але нетипово для тероподів, три пальці на руках струтіоміма були приблизно однакової довжини, а кігті лише злегка вигнуті. Генрі Ферфілд Осборн, описуючи скелет S. altus у 1917 році, порівняв його руки з руками лінивця. Можливо, це була адаптація для підтримки пір'я крил. Ймовірно струтіомім був повністю вкритий пір'ям.

## Філогенія
Кладограма за Ху та іншими, 2011:
|  | Anserimimus |
|  |             |
|  | Gallimimus  |
|  |             |

|         | Qiupalong                                                      |
|         |                                                                |
| unnamed | \| \| Struthiomimus \| \| \| \| \| \| Ornithomimus \| \| \| \| |
|         | \| \| Struthiomimus \| \| \| \| \| \| Ornithomimus \| \| \| \| |
|         | Struthiomimus                                                  |
|         |                                                                |
|         | Ornithomimus                                                   |
|         |                                                                |

|  | Struthiomimus |
|  |               |
|  | Ornithomimus  |
|  |               |

|  | Anserimimus |
|  |             |
|  | Gallimimus  |
|  |             |

|         | Qiupalong                                                      |
|         |                                                                |
| unnamed | \| \| Struthiomimus \| \| \| \| \| \| Ornithomimus \| \| \| \| |
|         | \| \| Struthiomimus \| \| \| \| \| \| Ornithomimus \| \| \| \| |
|         | Struthiomimus                                                  |
|         |                                                                |
|         | Ornithomimus                                                   |
|         |                                                                |

|  | Struthiomimus |
|  |               |
|  | Ornithomimus  |
|  |               |

|  | Anserimimus |
|  |             |
|  | Gallimimus  |
|  |             |

|         | Qiupalong                                                      |
|         |                                                                |
| unnamed | \| \| Struthiomimus \| \| \| \| \| \| Ornithomimus \| \| \| \| |
|         | \| \| Struthiomimus \| \| \| \| \| \| Ornithomimus \| \| \| \| |
|         | Struthiomimus                                                  |
|         |                                                                |
|         | Ornithomimus                                                   |
|         |                                                                |

|  | Struthiomimus |
|  |               |
|  | Ornithomimus  |
|  |               |

|  | Anserimimus |
|  |             |
|  | Gallimimus  |
|  |             |

|         | Qiupalong                                                      |
|         |                                                                |
| unnamed | \| \| Struthiomimus \| \| \| \| \| \| Ornithomimus \| \| \| \| |
|         | \| \| Struthiomimus \| \| \| \| \| \| Ornithomimus \| \| \| \| |
|         | Struthiomimus                                                  |
|         |                                                                |
|         | Ornithomimus                                                   |
|         |                                                                |

|  | Struthiomimus |
|  |               |
|  | Ornithomimus  |
|  |               |

|  | Anserimimus |
|  |             |
|  | Gallimimus  |
|  |             |

|         | Qiupalong                                                      |
|         |                                                                |
| unnamed | \| \| Struthiomimus \| \| \| \| \| \| Ornithomimus \| \| \| \| |
|         | \| \| Struthiomimus \| \| \| \| \| \| Ornithomimus \| \| \| \| |
|         | Struthiomimus                                                  |
|         |                                                                |
|         | Ornithomimus                                                   |
|         |                                                                |

|  | Struthiomimus |
|  |               |
|  | Ornithomimus  |
|  |               |

|  | Anserimimus |
|  |             |
|  | Gallimimus  |
|  |             |

|         | Qiupalong                                                      |
|         |                                                                |
| unnamed | \| \| Struthiomimus \| \| \| \| \| \| Ornithomimus \| \| \| \| |
|         | \| \| Struthiomimus \| \| \| \| \| \| Ornithomimus \| \| \| \| |
|         | Struthiomimus                                                  |
|         |                                                                |
|         | Ornithomimus                                                   |
|         |                                                                |

|  | Struthiomimus |
|  |               |
|  | Ornithomimus  |
|  |               |

|  | Anserimimus |
|  |             |
|  | Gallimimus  |
|  |             |

|         | Qiupalong                                                      |
|         |                                                                |
| unnamed | \| \| Struthiomimus \| \| \| \| \| \| Ornithomimus \| \| \| \| |
|         | \| \| Struthiomimus \| \| \| \| \| \| Ornithomimus \| \| \| \| |
|         | Struthiomimus                                                  |
|         |                                                                |
|         | Ornithomimus                                                   |
|         |                                                                |

|  | Struthiomimus |
|  |               |
|  | Ornithomimus  |
|  |               |

|  | Anserimimus |
|  |             |
|  | Gallimimus  |
|  |             |

|         | Qiupalong                                                      |
|         |                                                                |
| unnamed | \| \| Struthiomimus \| \| \| \| \| \| Ornithomimus \| \| \| \| |
|         | \| \| Struthiomimus \| \| \| \| \| \| Ornithomimus \| \| \| \| |
|         | Struthiomimus                                                  |
|         |                                                                |
|         | Ornithomimus                                                   |
|         |                                                                |

|  | Struthiomimus |
|  |               |
|  | Ornithomimus  |
|  |               |